# 自上而下的革命
自上而下的革命是指精英阶层对其统治下的民众强加的重大政治和社会变革。它通常发生在首都等城市地区。相比之下，单纯的“革命”一词通常暗示来自下层的压力是事件的主要推动力，尽管其他社会群体可能会与运动合作，甚至最终掌控运动。“自上而下的革命”一词由西班牙作家华金·科斯塔在19世纪创造。相对而言，“自下而上的革命”是指针对精英阶层的草根运动。德意志哲学家约翰·戈特利布·费希特提倡革命权利，但主张自上而下的革命而非自下而上的革命。